# Тымчук, Дмитрий Борисович
Дми́трий Бори́сович Тымчу́к (укр. Дмитро Борисович Тимчук; 27 июня 1972, Чита, РСФСР, СССР — 19 июня 2019, Киев, Украина) — украинский военный и политический журналист. Подполковник ВСУ запаса. Координатор группы «Информационное сопротивление» (укр. Інформаційний спротив), руководитель общественной организации «Центр военно-политических исследований», с 2008 года — главный редактор интернет-издания «Флот-2017». Депутат Верховной рады Украины VIII созыва от Народного фронта.
Сам Тымчук и группа «Информационное сопротивление» получили известность благодаря оперативному информационному освещению аннексии Крыма Россией и вооружённого конфликта на востоке Украины, критическим высказываниям в адрес России и президента Путина.

## Биография
Родился 27 июня 1972 года в Чите. Отец — военнослужащий. Детство провёл в ГДР, где его отец в 1978—1983 годах проходил службу в Группе советских войск в Германии. Юность провёл в Бердичеве (Житомирская область). Окончил Бердичевский политехнический колледж.
По данным, которые приводятся в различных источниках, Дмитрий Тымчук в 1995 году окончил «факультет военной журналистики» Львовского высшего военно-политического училища. По данным, опубликованным СМИ Житомирской области, Тымчук «учился на факультете журналистики» ЛВВПУ, а затем был переведён в Киев, где стал работать в газете войск ПВО, позже — в Главном командовании Национальной гвардии Украины и в различных структурных подразделениях Минобороны.
По более распространённым данным, в 1995—1997 годах Тымчук проходил службу в войсках противовоздушной обороны. С 1997 по 2000 год работал в штабе Национальной гвардии. С 2000 по 2012 год работал в различных структурных подразделениях Министерства обороны Украины.
Во время служебных командировок посетил украинские контингенты миротворческих сил ООН в Ираке (трижды), Ливане и Косово.
На внеочередных парламентских выборах на Украине 2014 года был избран народным депутатом Украины VIII созыва от партии Народный фронт.
1 ноября 2018 года были введены российские персональные санкции против 322 граждан Украины, включая Дмитрия Тымчука.

### Смерть
19 июня 2019 года тело Тымчука с огнестрельным ранением в голову было обнаружено в его киевской квартире. Правоохранительные органы рассматривают три версии гибели: самоубийство, убийство и неосторожное обращение с оружием. В качестве основной версии рассматривается самоубийство.

## Информационная деятельность
Со 2 марта 2014 года Дмитрий Тымчук являлся координатором группы «Информационное сопротивление», задачей которой провозглашается получение, обработка (проверка) и распространение оперативной информации, касающейся «российского вторжения на Украину», а главной целью — противодействие российскому информационному влиянию.
Благодаря своей деятельности Дмитрий Тымчук стал одним из наиболее популярных блогеров на Украине. По состоянию на октябрь 2014 года, у Тымчука было 220 тыс. подписчиков в сети Facebook. В июле 2017 года число подписчиков превышало 240 тысяч.
3 августа 2016 года бывший заместитель министра информационной политики Украины Татьяна Попова заявила, что депутаты Дмитрий Тымчук, Антон Геращенко и Андрей Тетерук оказывали давление на журналистов. Попова выступала за сохранение деятельности сайта «Миротворец», но категорически не принимала публикование на нём данных журналистов:

Я оставляю правительство. Не согласна с атаками на журналистов и свободу слова со стороны отдельных политиков и политических организаций. Не могу принять отсутствие соответствующей реакции на эти атаки.
В 2016 году Дмитрий Тымчук стал одним из соавторов законопроекта № 4511, направленного против Украинской православной церкви Московского патриархата. Тымчук обвинял УПЦ МП в том, что с самого начала АТО её церкви занимаются агитацией «против украинской государственности. Антиукраинскую литературу представители УПЦ МП продают даже в центре столицы — в Киево-Печерской лавре», — заявлял он. По утверждению Тымчука, в православных храмах Донбасса с весны 2014 года создавались «перевалочные базы с оружием». «Там были и госпитали для боевиков. СБУ даже задерживала священнослужителей, которые возглавляли пророссийские бандформирования. Но благодаря специфике законодательства у них имеется карт-бланш на какие угодно антиукраинские действия. Их гораздо сложнее притянуть к ответственности за сепаратизм, чем обычного гражданина или чиновника», — заявлял Тымчук.
В октябре 2018 года, в ходе обострения отношений между РПЦ и УПЦ МП и Константинопольским патриархатом в связи с намерением патриарха Константинопольского предоставить томос украинской православной церкви Тымчук разместил на своей странице в социальной сети Facebook информацию о якобы существующих у российского руководства намерениях использования российского спецназа с целью физической защиты иерархов УПЦ МП, Киево-Печерской и Святогорской лавр от действий «радикально настроенных и вооружённых боевиков-националистов». Ранее, 1 сентября, группа «Информационное сопротивление» распространила материал под названием «На Фанаре запахло „Новичком“: Патриарх Варфоломей проигнорировал подозрительный „напиток“ от ФСО РФ» о якобы имевшей место попытке отравления Патриарха Варфоломея «сотрудником ФСО» во время встречи с предстоятелем РПЦ Патриархом Кириллом, оказавшееся фейком.

## Награды
- Наградное оружие — травматический пистолет «Форт-17Р».
- Орден «За мужество» III ст. (27 июня 2019, посмертно)[26].